# Hemioplisis plebejata
Hemioplisis plebejata là một loài bướm đêm trong họ Geometridae.